# Peter Naur
Peter Naur (født 25. oktober 1928 på Frederiksberg, død 3. januar 2016) var en dansk videnskabsmand, som blev internationalt kendt og anerkendt som pioner inden for datalogien. Han deltog i udviklingen af det indflydelsesrige programmeringssprog ALGOL 60, og han bragte metode og struktur ind i programmering. Han lagde navn til den såkaldte BNF (Backus–Naur Form), som siden starten af 1960'erne har været brugt til på en entydig måde at beskrive syntaks i de fleste programmeringssprog. Naur selv udtalte dog at han foretrak at forkortelsen stod for Backus Normal Form. Han opfandt ordet datalogi men ordet har aldrig vundet udbredelse uden for Danmark udover Sverige. Det har til gengæld betegnelsen Data Science, som Peter Naur opfandt i 1960 og definerede som "the study of the generalizable extraction of knowledge from data"  .
Han gjorde sig også bemærket ved sin kontroversielle analyse af psykologi, og af hvordan mennesker tænker, hvor han er meget kritisk over for kunstig intelligens. Specielt var han inspireret af William James' måde at anskue psykologi på.
Peter Naur blev student fra Gammel Hellerup Gymnasium 1947. Han blev uddannet som astronom (mag.scient.) i 1949 og var fra 1953 til 1959 ansat på Københavns Universitets Astronomiske Observatorium. Han blev dr. phil. i 1957. Han fik interesse for datamater, og fra 1959 til 1969 var han ansat på Regnecentralen samtidig med, at han underviste på DTH (lektor fra 1961) og Niels Bohr Institutet. I 1963 modtog Peter Naur G.A. Hagemanns Guldmedalje og i 1966 Danmarks Radios Rosenkjær-pris. 
I 1969 blev Peter Naur tilbudt stillingen som første danske professor i datalogi på Københavns Universitet med det formål at opbygge et Datalogisk Institut. Det blev til det, der i dag kendes som Datalogisk Institut ved Københavns Universitet eller i kort form: DIKU. Han forblev i denne stilling indtil 1998.
Peter Naur er eneste dansker, der har modtaget den prestigefyldte Turing Award. Ved overrækkelsen af denne benyttede Naur lejligheden til at holde en tale, hvori han redegjorde for en teori om menneskehjernens virkemåde. Et hovedpunkt i Naurs synapse-teori er, at synapserne bliver påvirket af vaner, og ifølge Naur er det ikke muligt for en maskine at efterligne den menneskelige hjerne. Med sin teori forsøgte Naur således at modbevise ideen om kunstig intelligens.

## Død
Peter Naur blev bisat fra Mariebjerg Kapel på Mariebjerg Kirkegård den 15. januar 2016. Han døde efter kort tids sygdom.